# 中国人民解放军空军南宁基地
中国人民解放军空军南宁基地，位于广西壮族自治区南宁市，隶属中国人民解放军南部战区空军。

## 沿革

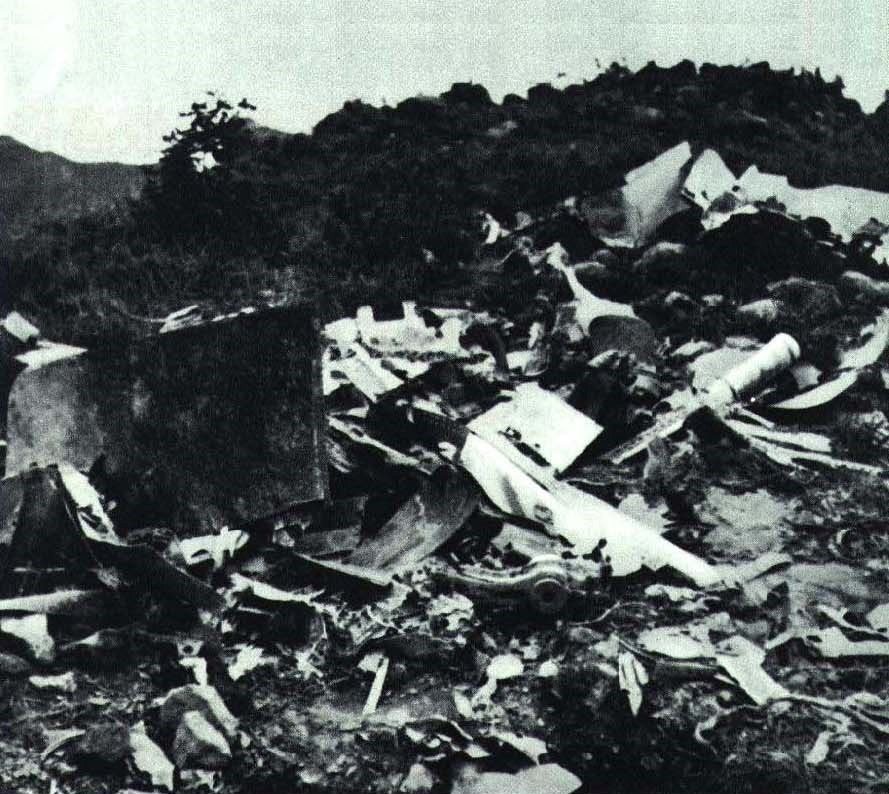
1967年8月21日，中国人民解放军空军航空兵第18师第52大队在广西击落美国海军A-6型舰载攻击机2架。图为飞机残骸。

1959年11月25日，中国人民解放军空军汕头指挥所在广东汕头机场正式成立，并于1960年5月5日奉命移驻兴宁机场。1962年2月，空军汕头指挥所改建为中国人民解放军空军第七军（39067部队），隶属中国人民解放军广州军区空军。1962年6月21日成立，军部由兴宁机场迁至兴宁龙田石壁村八仙亭。机关设司令部、政治部、后勤部、军事法院、军事检察院，辖两省部分空军航空兵、高射炮兵、雷达兵部队。1964年8月移驻广西南宁，仍隶属中国人民解放军广州军区空军。2003年12月缩编为中国人民解放军空军南宁指挥所。2011年升格为副军级，更名为中国人民解放军空军南宁基地。在2016年深化国防和军队改革前，空军南宁基地隶属中国人民解放军广州军区空军。
2017年4月18日，中共中央总书记、国家主席、中央军委主席习近平在北京八一大楼接见新调整组建的84个军级单位主官，并对各单位发布训令；中共中央政治局委员、中央军委副主席许其亮宣读习近平主席签发的中央军委关于调整组建军兵种部队和省军区系统军级单位的命令、决定。在这次军级单位调整组建中，新组建中国人民解放军空军南宁基地，副军级，隶属中国人民解放军南部战区空军。

## 编制
直属单位
- 南部战区空军海上训练基地

## 历任领导

### 空军汕头指挥所
| 主任 - 王定烈 少将（1959年12月—1962年3月） - 王璞 少将（1962年3月—6月） 副主任 - 马杰三（1960年8月—1962年6月） | 政治委员 - 谢锡玉 少将（1959年12月—1962年6月） |

| 参谋长 - 王雨青（1960年1月—1962年6月） 副参谋长 - 张代松（1960年1月—1962年6月） | 政治部主任 - 彭由（1960年4月—1962年6月） |

### 空军第七军
| 军长 - 王璞 少将（1962年6月—1968年5月） - 刘玉堤（1968年5月—1975年5月） - 鲁玉昆（1977年5月—1979年1月） - 于振武（1979年1月—1983年5月） - 杨正刚（1983年5月—1987年3月） - 彭功阁 空军少将（1987年3月—1990年6月） - 郑申侠 空军少将（1990年6月—1994年4月） - 朱远斌 空军少将（1994年4月—1999年6月） - 刘忠兴 空军少将（1999年6月—2003年7月） - 叶正田 空军少将（2003年7月—2003年12月） 副军长 - 马杰三（1962年6月—1965年11月） - 王雨青（1962年12月—1964年6月） - 林虎（1964年7月—1966年3月） - 刘玉堤（1965年11月—1968年5月） - 范迪波（1966年5月—1973年11月） - 张岱松（1966年5月—1967年2月） - 刘鹤翘（1968年5月—1977年5月） - 鲁风（1969年12月—1978年11月） - 王万玉（1969年12月—1981年12月） - 孟力（1973年12月—1978年1月） - 何光炎（1979年3月—1983年5月） - 周仁佩（1979年8月—1983年5月） - 许展（1979年8月—1981年2月） - 杨正刚（1981年4月—1983年5月） - 王宝珊（1981年5月—1983年7月） - 方囯俊（1983年5月—1990年6月） - 黄恒美（1983年5月—1986年4月） - 周虎安（1983年5月—1986年4月） - 王春瑞（1984年3月—1985年8月） - 刘天和（1990年6月—1993年2月） - 吴学盛（1992年10月—1993年12月） - 方殿荣（1993年2月—1996年4月） - 孙德贤（1995年7月—1997年12月） - 万桂久（1998年10月—2003年12月） - 刘子贤（1999年6月—2003年12月） - 刘新江（2001年1月—2002年10月） - 叶正田（2002年1月—2003年7月） - 李锁林（2003年7月—2003年12月） | 政治委员 - 谢锡玉 少将（1962年6月—1963年8月） - 刘世昌 少将（1963年8月—1968年5月） - 焦红光（1968年5月—1970年4月） - 张虎忱（1973年11月—1978年1月） - 陈刚（1978年1月—1981年4月） - 李源（1981年4月—1983年5月） - 王绍武（1983年5月—1987年10月） - 徐传读 空军少将（1987年11月—1990年6月） - 刘春亮 空军少将（1990年6月—1996年3月） - 刘振起 空军少将（1996年3月—1997年10月） - 刘振来 空军少将（1997年10月—2000年8月） - 荆树森 空军少将（2000年8月—2001年11月） - 刘展志 空军少将（2001年11月—2003年12月） 副政治委员 - 彭由（1962年12月—1965年4月） - 焦红光（1965年4月—1968年5月） - 张永亮（1966年5月—1970年4月） - 张虎忱（1969年12月—1973年11月） - 陈刚（1975年8月—1978年1月） - 陈仲强（1975年8月—1981年3月） - 石坚（1979年8月—1983年5月） - 吕英骅（1979年8月—1981年2月） - 孙文祥（1979年8月—1981年2月） - 邢祥（1981年4月—1984年8月） - 于文喜（1983年5月—1986年7月） - 张士奎（1986年4月—1990年6月） - 张光碧（1990年6月—1996年12月） - 李金榜（1999年12月—2003年12月） |

| 参谋长 - 王雨青（1962年6月—1962年12月） - 张代松（1962年12月—1966年5月） - 周贤卿（1966年5月—1978年5月） - 裴梅伍（1978年11月—1981年2月） - 方国俊（1982年8月—1983年5月） - 李毓堂（1983年5月—1989年12月） - 郑申侠（1989年12月—1990年6月） - 汪超群（1990年6月—1992年10月） - 刘忠兴（1992年10月—1997年12月） - 刘新江（1997年12月—1999年6月） - 叶正田（1999年6月—2002年1月） - 张宝忠（2002年1月—2003年12月） | 政治部主任 - 彭由（1962年6月—1962年12月；1962年12月—1965年4月，副政治委员兼） - 郭永昌（1965年4月—1966年5月） - 陈刚（1966年5月—1968年5月） - 张虎忱（1968年5月—1969年12月） - 武贵林（1969年11月—1978年2 月） - 赵秉钧（1978年2月—1981年3 月） - 杨华科（1981年3月—1983年5月） - 崔海松（1983年5月—1985年8月） - 徐传读（1985年10月—1987年11月） - 沙显明（1987年10月—1990年6月） - 许传功（1990年6月—1991年12月） - 高文廉（1991年12月—1994年4月） - 胡长生（1994年4月—1997年3月） - 刘展志（1997年3月—2001年11月） - 方声坤（2001年11月—2003年12月） |

### 空军南宁指挥所
| 司令员 - 李向明 空军少将（2003年12月—2006年7月） - 刘春明 空军大校（2006年7月—2009年） - 刘可全 空军大校（2009年—2011年） | 政治委员 - 方声坤 空军少将（2003年12月—2006年7月） - 王其贵 空军大校（2006年7月—2009年） - 张辉 空军大校（2009年—2011年） |

### 空军南宁基地
| 司令员 - 刘国胜 空军少将（2011年—2017年） - 严锋 空军少将（2017年—） | 政治委员 - 钟卫国 空军少将（2011年—2016年） - 徐桂明 空军少将（2016年—） |